# Leon Kulas
Leon Kulas ps. „Zawisza” (ur. 1903, zm. 1964) – komendant pow. kościerskiego, dowódca grupy partyzanckiej Tajnej Organizacji Wojskowej „Gryf Pomorski”.

## Życiorys
Urodził się 12 listopada 1903 r. w Gostomku jako syn Jana i Wiktorii. Z zawodu był kowalem. W styczniu 1919 r. ochotniczo wstąpił do Straży Ludowej. Między styczniem i kwietniem 1920 r. należał do WP i uczestniczył w walkach z Grenzschutzem m.in. na terenie gminy Lipusz. W czasie walk września 1939 r. należał do obrony przeciwlotniczej. Po wkroczeniu Niemców ukrywał się. W 1940 r. sformował oddział partyzancki działający w rejonie Lipusza, składający się początkowo z kilkunastu osób, który później się rozrósł do 40 osobowego oddziału. Dla bezpieczeństwa oddział podzielony był na kilku, kilkunastoosobowe grupy pod dowództwem m.in. Lucjana Kulasa ps. „Orzeł”, Józefa Kulasa ps. „Powała”, Stefana Kulasa ps. „Steyer” (nie spokrewnionego z pozostałymi), Augustyna Breski ps. „Zbych”, Rajmunda Lemki ps. „Pączek”, Antoniego Skwierawskiego ps. „Lederjaka”. Początkowo oddział nie był związany z żadną grupą konspiracyjną. Jednak Leon Kulas utrzymywał kontakty z przedstawicielami TOW „Gryf” m.in. ks. Józefem Wryczą. W lipcu 1941 został komendantem powiatu kościerskiego TOW „GP”. W maju 1942 r. ustąpił z funkcji komendanta na rzecz Jana Szalewskiego, pozostał jednak dowódcą oddziału partyzanckiego. W związku z konfliktem w dowództwie „Gryfa” jesienią 1943 podporządkował się AK. Zmarł 12 stycznia 1964 r. i został pochowany na cmentarzu Srebrzysko w Gdańsku.